# Eressa everetti
Eressa everetti là một loài bướm đêm thuộc phân họ Arctiinae, họ Erebidae.